# Kostel svatého Linharta (Pohorská Ves)
Kostel svatého Linharta v Pohorské Vsi v Novohradských horách pochází z konce 18. století. Je chráněn jako kulturní památka.

## Historie
Základní kámen pozdně barokního kostela svatého Linharta byl položen 30. září 1787. Samostatná farnost zde existovala od roku 1856. V letech 1940 až 1945 byla spravována z Lince. 
Za komunistického režimu kostel velmi zchátral – na jaře 1990 se v něm zřítila část stropu, v roce 2008 spadl z věže podhled střechy. Poté byla z iniciativy okrašlovacího spolku Terezie zahájena obnova kostela. Byly opraveny schody před hlavním vstupem, zrekonstruována podlaha, osazeny nové vitráže a dveře. Kostel dostal nový strop, střechu i věž.